# Europees kampioenschap basketbal mannen
Het Europees kampioenschap basketbal voor mannen is het continentale basketbalkampioenschap dat om de twee jaar wordt georganiseerd voor landen uit Europa. Het toernooi wordt georganiseerd door FIBA Europe, een continentale afdeling van de FIBA. De laatste kampioen van het toernooi is Spanje.

## Resultaten

### Samenvatting finales
| 1935 | (Genève)    | Letland           | 24 – 18        | Spanje            | Tsjecho-Slowakije | 25 – 23        | Zwitserland       |
| 1937 | (Riga)      | Litouwen          | 24 – 23        | Italië            | Frankrijk         | 27 – 24        | Polen             |
| 1939 | (Kaunas)    | Litouwen          | geen play-offs | Letland           | Polen             | geen play-offs | Frankrijk         |
| 1946 | (Genève)    | Tsjecho-Slowakije | 34 – 32        | Italië            | Hongarije         | 38 – 32        | Frankrijk         |
| 1947 | (Praag)     | Sovjet-Unie       | 56 – 37        | Tsjecho-Slowakije | Egypte            | 50 – 48        | België            |
| 1949 | (Caïro)     | Egypte            | geen play-offs | Frankrijk         | Griekenland       | geen play-offs | Turkije           |
| 1951 | (Parijs)    | Sovjet-Unie       | 45 – 44        | Tsjecho-Slowakije | Frankrijk         | 55 – 52        | Bulgarije         |
| 1953 | (Moskou)    | Sovjet-Unie       | geen play-offs | Hongarije         | Frankrijk         | geen play-offs | Tsjecho-Slowakije |
| 1955 | (Boedapest) | Hongarije         | geen play-offs | Tsjecho-Slowakije | Sovjet-Unie       | geen play-offs | Bulgarije         |
| 1957 | (Sofia)     | Sovjet-Unie       | geen play-offs | Bulgarije         | Tsjecho-Slowakije | geen play-offs | Hongarije         |
| 1959 | (Istanboel) | Sovjet-Unie       | 83 – 72        | Tsjecho-Slowakije | Frankrijk         | 62 – 60        | Hongarije         |
| 1961 | (Belgrado)  | Sovjet-Unie       | 60 – 53        | Joegoslavië       | Bulgarije         | 55 – 46        | Frankrijk         |
| 1963 | (Wrocław)   | Sovjet-Unie       | 61 – 45        | Polen             | Joegoslavië       | 89 – 61        | Hongarije         |
| 1965 | (Moskou)    | Sovjet-Unie       | 58 – 49        | Joegoslavië       | Polen             | 86 – 70        | Italië            |
| 1967 | (Helsinki)  | Sovjet-Unie       | 89 – 77        | Tsjecho-Slowakije | Polen             | 80 – 76        | Bulgarije         |
| 1969 | (Napels)    | Sovjet-Unie       | 81 – 72        | Joegoslavië       | Tsjecho-Slowakije | 77 – 75        | Polen             |
| 1971 | (Essen)     | Sovjet-Unie       | 69 – 64        | Joegoslavië       | Italië            | 85 – 67        | Polen             |
| 1973 | (Barcelona) | Joegoslavië       | 78 – 67        | Spanje            | Sovjet-Unie       | 90 – 58        | Tsjecho-Slowakije |
| 1975 | (Belgrado)  | Joegoslavië       | geen play-offs | Sovjet-Unie       | Italië            | geen play-offs | Spanje            |
| 1977 | (Luik)      | Joegoslavië       | 74 – 61        | Sovjet-Unie       | Tsjecho-Slowakije | 91 – 81        | Italië            |
| 1979 | (Turijn)    | Sovjet-Unie       | 98 – 76        | Israël            | Joegoslavië       | 99 – 92        | Tsjecho-Slowakije |
| 1981 | (Praag)     | Sovjet-Unie       | 84 – 76        | Joegoslavië       | Tsjecho-Slowakije | 101 – 90       | Spanje            |
| 1983 | (Nantes)    | Italië            | 105 – 96       | Spanje            | Sovjet-Unie       | 105 – 70       | Nederland         |
| 1985 | (Stuttgart) | Sovjet-Unie       | 120 – 89       | Tsjecho-Slowakije | Italië            | 102 – 90       | Spanje            |
| 1987 | (Piraeus)   | Griekenland       | 103 – 101 nv   | Sovjet-Unie       | Joegoslavië       | 98 – 87        | Spanje            |
| 1989 | (Zagreb)    | Joegoslavië       | 98 – 77        | Griekenland       | Sovjet-Unie       | 104 – 76       | Italië            |
| 1991 | (Rome)      | Joegoslavië       | 88 – 73        | Italië            | Spanje            | 101 – 83       | Frankrijk         |
| 1993 | (München)   | Duitsland         | 71 – 70        | Rusland           | Kroatië           | 99 – 59        | Griekenland       |
| 1995 | (Athene)    | FR Joegoslavië    | 96 – 90        | Litouwen          | Kroatië           | 73 – 68        | Griekenland       |
| 1997 | (Barcelona) | FR Joegoslavië    | 61 – 49        | Italië            | Rusland           | 97 – 77        | Griekenland       |
| 1999 | (Parijs)    | Italië            | 64 – 56        | Spanje            | FR Joegoslavië    | 74 – 62        | Frankrijk         |
| 2001 | (Istanboel) | FR Joegoslavië    | 78 – 69        | Turkije           | Spanje            | 99 – 90        | Duitsland         |
| 2003 | (Stockholm) | Litouwen          | 93 – 84        | Spanje            | Italië            | 69 – 67        | Frankrijk         |
| 2005 | (Belgrado)  | Griekenland       | 78 – 62        | Duitsland         | Frankrijk         | 98 – 68        | Spanje            |
| 2007 | (Madrid)    | Rusland           | 60 – 59        | Spanje            | Litouwen          | 78 – 69        | Griekenland       |
| 2009 | (Katowice)  | Spanje            | 85 – 63        | Servië            | Griekenland       | 57 – 56        | Slovenië          |
| 2011 | (Kaunas)    | Spanje            | 98 – 85        | Frankrijk         | Rusland           | 72 – 68        | Noord-Macedonië   |
| 2013 | (Ljubljana) | Frankrijk         | 80 – 66        | Litouwen          | Spanje            | 92 – 66        | Kroatië           |
| 2015 | (Rijsel)    | Spanje            | 80 – 63        | Litouwen          | Frankrijk         | 81 – 68        | Servië            |
| 2017 | (Istanboel) | Slovenië          | 93 – 85        | Servië            | Spanje            | 93 – 85        | Rusland           |
| 2022 | (Berlijn)   | Spanje            | 88 – 76        | Frankrijk         | Duitsland         | 82 – 69        | Polen             |

### Prestaties per land
| Nummer | Land              | Goud | Zilver | Brons | Totaal |
| 1      | Sovjet-Unie       | 14   | 3      | 4     | 21     |
| 2      | Joegoslavië       | 8    | 5      | 4     | 17     |
| 3      | Spanje            | 4    | 6      | 4     | 14     |
| 4      | Litouwen          | 3    | 3      | 1     | 7      |
| 5      | Italië            | 2    | 4      | 4     | 10     |
| 6      | Griekenland       | 2    | 1      | 2     | 5      |
| 7      | Tsjecho-Slowakije | 1    | 6      | 5     | 12     |
| 8      | Frankrijk         | 1    | 3      | 6     | 10     |
| 9      | Rusland           | 1    | 1      | 2     | 4      |
| 10     | Hongarije         | 1    | 1      | 1     | 3      |
| 11     | Duitsland         | 1    | 1      | 1     | 3      |
| 11     | Letland           | 1    | 1      | 0     | 2      |
| 13     | Egypte            | 1    | 0      | 1     | 2      |
| 14     | Slovenië          | 1    | 0      | 0     | 1      |
| 15     | Servië            | 0    | 2      | 0     | 2      |
| 16     | Polen             | 0    | 1      | 3     | 4      |
| 17     | Bulgarije         | 0    | 1      | 1     | 2      |
| 18     | Israël            | 0    | 1      | 0     | 1      |
| 18     | Turkije           | 0    | 1      | 0     | 1      |
| 20     | Kroatië           | 0    | 0      | 2     | 2      |